# Taft Stadium
Le Taft Stadium est un stade omnisports américain (servant principalement pour le football américain) situé à Oklahoma City, capitale de l'Oklahoma.
Le stade, doté de 7 500 places, sert d'enceinte à domicile pour l'équipe de soccer de l'Energy d'Oklahoma City, et pour des équipes lycéennes (les CHS Northwest et les John Marshall HS).

## Histoire
Le stade est construit en 1934 par le Work Projects Administration.
Le stade ferme en 2013 pour deux ans de travaux de rénovations. Dans le cadre de la rénovation, le nombre de places assises a été réduit de 18 000 à environ 7 500, la façade en pierre rouge étant la seule caractéristique n'ayant pas été modifiée. Une nouvelle piste remplace la piste d'athlétisme de 1946,.